# Velyki Mosty
Velyki Mosty (ukrainsk: Великі Мо́сти}; polsk: Mosty Wielkie}; hebraisk: מוסט רבתי) er en by i Tjervonohrad rajon i Lviv oblast (region) i det vestlige Ukraine. Den er hjemsted for administrationen af Velyki Mosty urban hromada, en af hromadaerne i Ukraine. I 2021 havde byen  6.312 indbyggere.

## Historie
I Kongeriget Polen var landsbyen Mosty en kongelig ejendom, med egne starostaer (ledertitel). Selve landsbyen blev oprettet i 1472 og var en del af Belz voivodeskab (en). I slutningen af det 15. århundrede blev Mosty plyndret og ødelagt i et angreb af Krimtatarer, og i juli 1497, under Johannes 1. Alberts moldaviske ekspedition, marcherede en enhed af Teutonske riddere under Johann von Tiefen, som den polske konge havde tilkaldt, gennem landsbyen. Den 23. juli 1549, i den periode, der er kendt som  Den polske guldalder (no), fik Mosty Magdeburgrettigheder.